# Front national libanais de la résistance
Le Front de la résistance nationale libanaise – LNRF (en arabe : جبهة المقاومة الوطنية اللبنانية) ou Front national de la résistance libanaise (FNRL) en français, mais plus connu sous son acronyme arabe, ' Jammoul ' (جمول), était une alliance de groupes combattants clandestins actifs au Liban dans les années 1980. Il remplace le Mouvement national libanais, qui a cessé d'exister après l'invasion israélienne du Liban en 1982.
Comme son prédécesseur, le Mouvement national libanais, le Front national libanais de la résistance était un front de partis et d'organisations panarabistes, nationalistes pan-syriennes, laïques. Toutefois, la particularité de ce Front national libanais de la résistance était ses liens avec des milices chrétiennes de droite dissidentes des Forces libanaises. La différence est également que le Front a intégré une milice chrétienne de droite au sein de son alliance malgré ses racines de gauche.

## Origines
L'organisation a été fondée le 16 septembre 1982, le jour où l'armée israélienne est entrée dans l'Ouest de Beyrouth. Le secrétaire général du comité central du Parti communiste libanais (LCP) George Hawi, le secrétaire général de l'Organisation d'action communiste – Liban (OCAL) Muhsin Ibrahim, le secrétaire général du Parti d'action socialiste arabe – Liban (ASAP-L) Hussein Hamdan, le Parti socialiste arabe Baas - Région du Liban et le Parti nationaliste social syrien au Liban (PSNS) ont publié ce jour-là un communiqué conjoint appelant le peuple libanais à se lever et à s'unir en un « Front de résistance nationale libanaise » contre l'occupation israélienne.
Le Parti démocratique arabe pro-syrien (ADP) et les Fractions armées révolutionnaires libanaises (LARF) se sont rapidement ralliés à la LNRF, qui a obtenu le plein soutien des factions de gauche et marxistes de l'Organisation de libération de la Palestine (OLP) basées au Liban, principalement du Front populaire de libération de la Palestine (FPLP) et le Front démocratique pour la libération de la Palestine (DFLP).

## Structure et organisation
La LNRF n'avait pas la force d'autres groupes plus importants au Liban. C'était une force très efficace, estimée à environ 200 à 500 combattants placés sous le commandement général d'Elias Atallah. Un QG opérationnel conjoint a été établi dans le village de Kfar Rumman dans la région de Jabal Amel au sud du Liban, Hawi et Ibrahim se réunissant quotidiennement en secret pour coordonner les activités des cellules souterraines du Front à l'ouest de Beyrouth, Sidon, Tyr et Nabatieh au sud du Liban.

## Activités: 1982–1985
Le groupe a mené 128 attaques de guérilla contre l'armée israélienne et des cibles liées à Israël à Beyrouth, au Mont-Liban et dans le Sud en juin, juillet et août 1983. À ce stade, il était connu sous le nom de Front de salut national libanais et était soutenu par la Syrie.

## Déclin et disparition: 1986-1999
Un nombre considérable de combattants de la LNRF ont été tués au combat alors qu'ils combattaient les troupes israéliennes et de l'Armée du Liban sud (ALS), tandis que des militants tels qu'Anwar Yassin et Souha Bechara ont été faits prisonniers et détenus au centre de détention de Khiam. Plusieurs autres ont été tués dans des assassinats contre des militants de gauche à Beyrouth et dans le Sud du Liban à la fin des années 1980.
La dernière opération a eu lieu en 1999.